# جون ديك (سياسي)
جون ديك (بالإنجليزية: John Dick)‏ هو محامي وقاضي وسياسي أمريكي، ولد في 1788، وتوفي في 23 أبريل 1824.